# Almanzora (fiume)
L'Almanzora è un fiume spagnolo che nasce sulla Sierra de los Filabres, nella provincia di Almería (Regione di Granada).
Gli antichi romani lo chiamavano Surbo, contrazione del latino flumen superbum, per le sue terribili esondazioni. L'attuale denominazione deriva dall'arabo al-Mansura (المنصورة), cioè "luogo di vittoria".
Esso attraversa tutta la provincia per sfociare, dopo un percorso di 90 km, sviluppatosi tutto nella medesima provincia, nel Mar Mediterraneo presso Palomares, frazione della città di Cuevas del Almanzora.
Il fiume è soggetto a violenti e distruttivi straripamenti, l'ultimo dei quali risale all'ottobre 1973.

## Affluenti
alla destra orografica
- Arroyo Albánchez
- Río Bacares
- Río del valle

alla sinistra orografica
- Rambla de Albox

## Comuni attraversati
- Serón
- Tíjola
- Purchena
- Cantoria
- Albox
- Arboleas
- Zurgena
- Cuevas del Almanzora (frazione di Palomares)